# Комунарівське сільське поселення (Ісетський район)
Комуна́рівське сільське поселення (рос. Коммунаровское сельское поселение) — муніципальне утворення у складі Ісетського району Тюменської області, Росія.
Адміністративний центр — селище Комунар.

## Населення
Населення — 1920 осіб (2020; 1953 у 2018, 1967 у 2010, 2130 у 2002).

## Склад
До складу поселення входять такі населені пункти:
| Населений пункт      | Населення, осіб (2002) | Населення, осіб (2010) |
| -------------------- | ---------------------- | ---------------------- |
| Комунар, селище      | 1576                   | 1517                   |
| Кукушки, присілок    | 464                    | 390                    |
| Миролюбова, присілок | 90                     | 60                     |